# Frederick Wiseman
Frederick Wiseman (ur. 1 stycznia 1930 w Bostonie) – amerykański reżyser, montażysta i producent filmowy pochodzenia żydowskiego. Twórca filmów dokumentalnych, poświęconych funkcjonowaniu różnych instytucji w USA (więzienia, szpitale psychiatryczne, biblioteki). Jego najsłynniejszym dokumentem był debiutancki obraz Titicut Follies (1967) - studium choroby psychicznej, zrealizowane w klinice psychiatrycznej w Massachusetts. Laureat Honorowego Złotego Lwa na 71. MFF w Wenecji (2014) oraz Honorowego Oscara za całokształt twórczości (2017).